# 1478

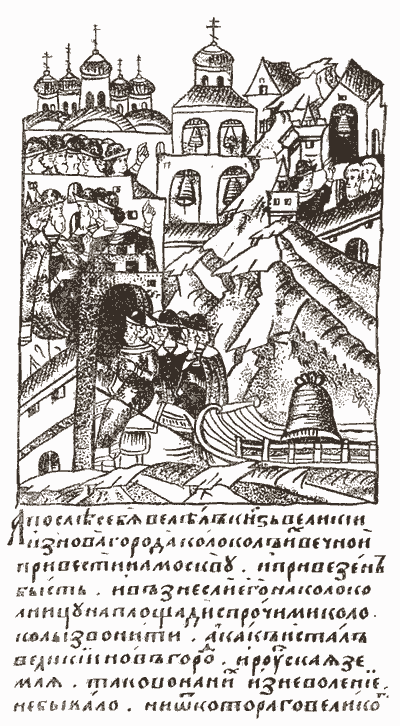
De vetsje-bel van Novgorod wordt overgebracht naar Moskou, symbolisch voor het verlies van de onafhankelijkheid van Novgorod

Het jaar 1478 is het 78e jaar in de 15e eeuw volgens de christelijke jaartelling.

## Gebeurtenissen
januari
- 24 - Vrede van Zürich: Einde van de Bourgondische Oorlogen.

april
- 26 - Pazzi-samenzwering: onder de H.Mis in de Santa Maria del Fiore wordt een aanslag gepleegd op de gebroeders De Medici. Lorenzo weet te ontsnappen maar Giuliano wordt vermoord.

juni
- 24 - De stad Las Palmas de Gran Canaria wordt gesticht door Juan Rejón, na een strijd met de Guanches, de lokale bevolking.

november
- 1 - De pauselijke bul Exigit Sinceros Devotionis verschijnt, waarin Paus Sixtus IV ketterij "goddelijke majesteitsschennis" noemt. Koningin Isabella I van Castilië krijgt toestemming om in haar land inquisiteurs te benoemen. Begin van de Spaanse Inquisitie.
- november - Ivan III van Moskou annexeert de landen van Novgorod.

zonder datum
- Souvanna Banlang verdrijft de Vietnamezen uit Lan Xang.
- Lodewijk XI neemt de Franse gewesten van de Bourgondische hertogen in beslag en er breekt daarmee weer oorlog uit tussen Maximiliaan en Lodewijk.
- Verdrag van Brno: Koning Wladislaus en Matthias Corvinus van Hongarije verdelen Bohemen. Beiden mogen de titel 'koning van Bohemen' voeren.
- Stichting van de stad Las Palmas de Gran Canaria.
- In Leiden gaan 600 à 700 volders in staking en vertrekken demonstratief naar Gouda. Pas na toezeggingen van het stadsbestuur keren ze twee maanden later terug.
- De Koningskapel in Maastricht wordt ingewijd.

## Beeldende kunst

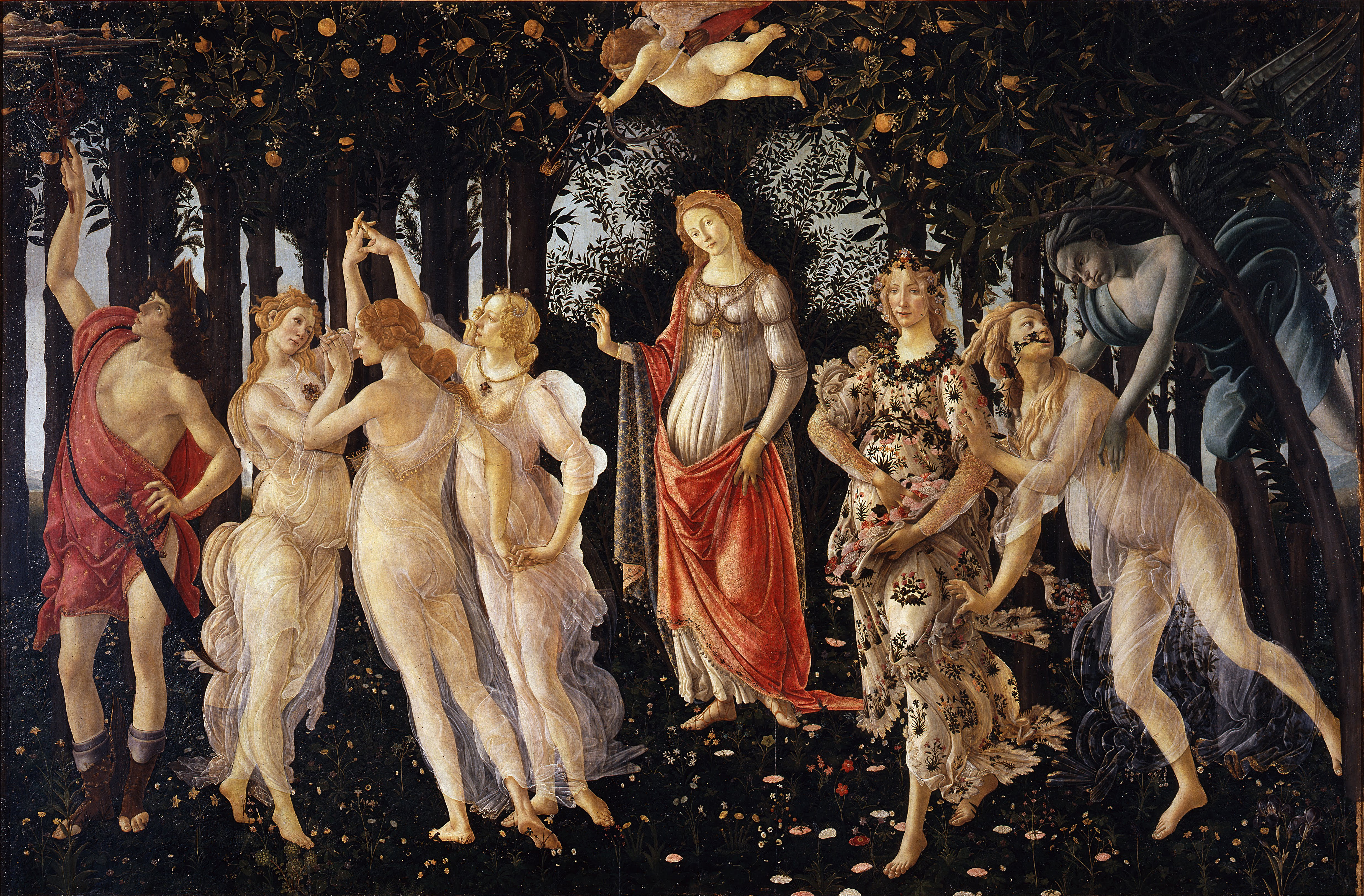
Sandro Botticelli: La Primavera
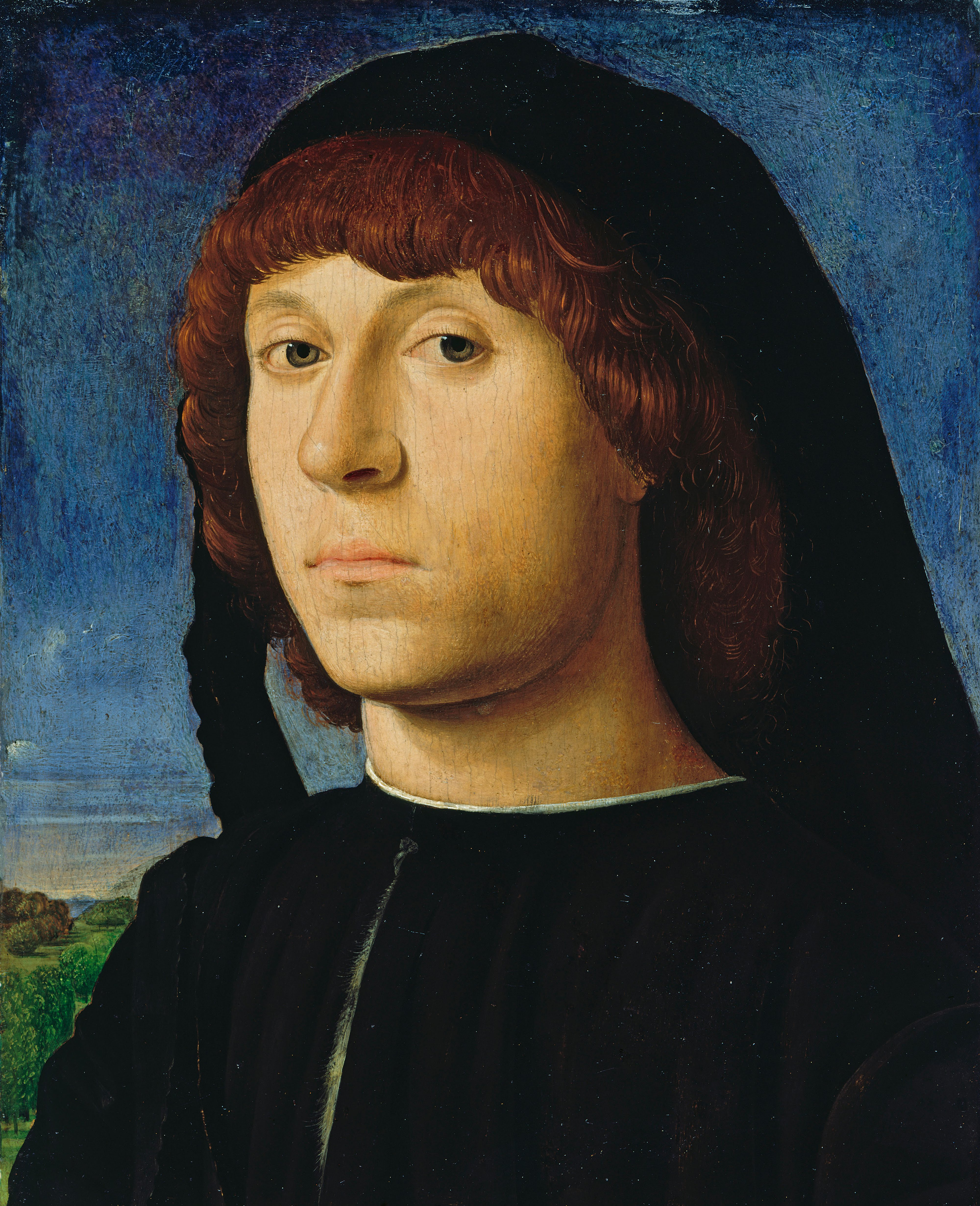
Antonello da Messina: Portret van een jonge man
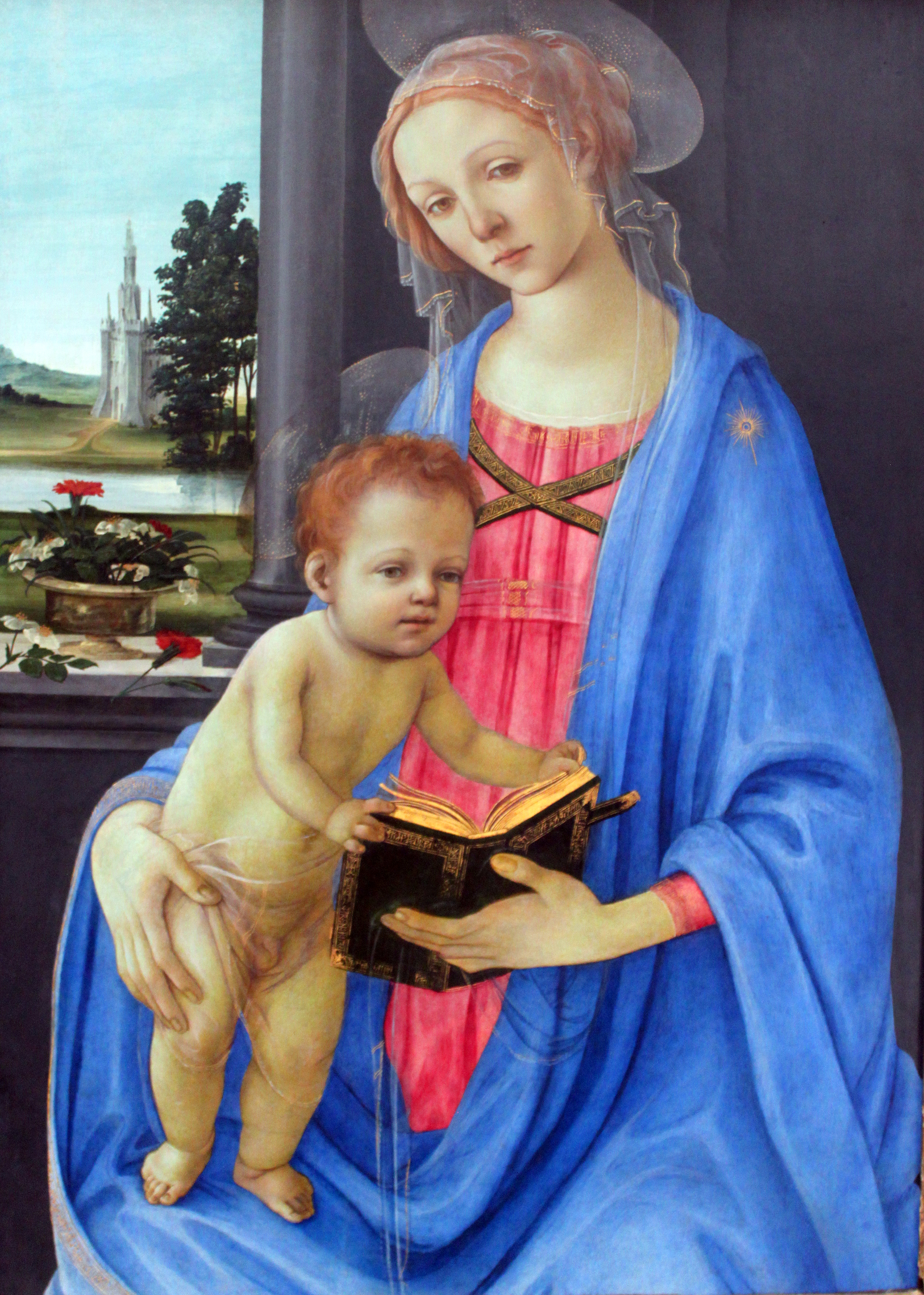
Filippino Lippi: Madonna met kind
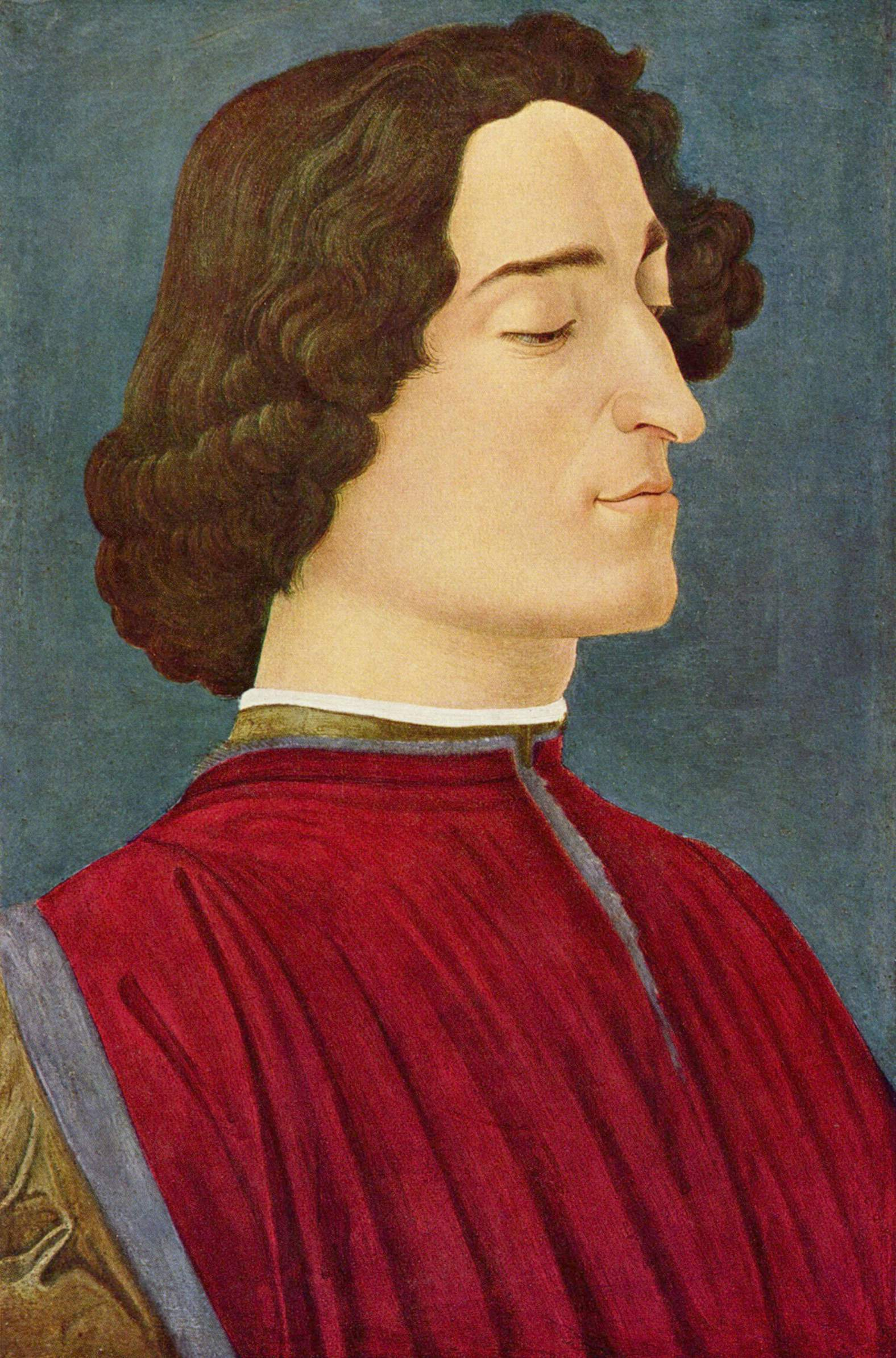
Sandro Botticelli: Portret van Giuliano de' Medici
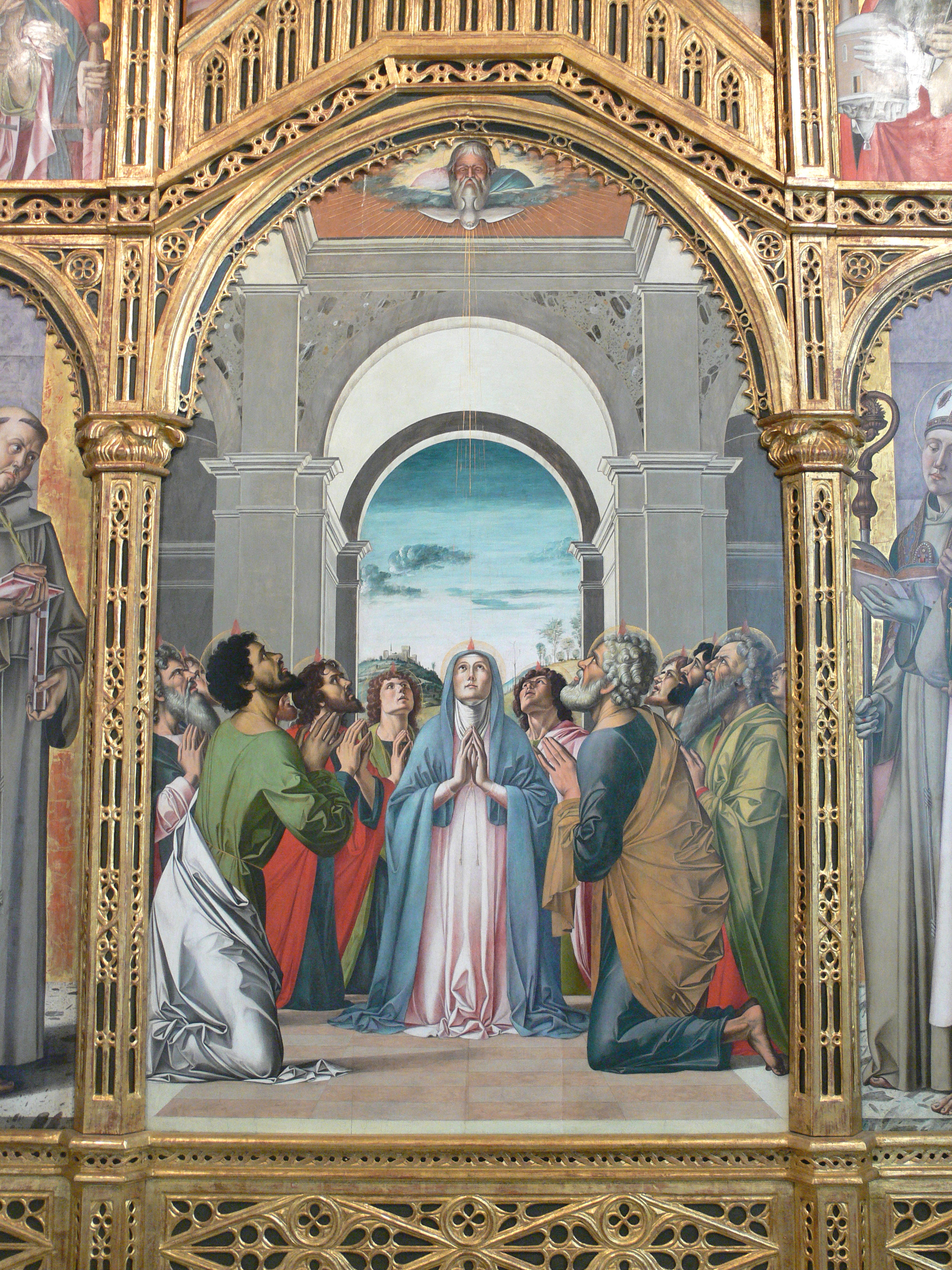
Alvise Vivarini: Pinkster-polyptiek (detail)

## Opvolging
- Ak Koyunlu: Oezoen Hasan opgevolgd door zijn zoon Sultan Khalil, op zijn beurt opgevolgd door Yaqub Beg
- Brunswijk-Lüneburg: Frederik II opgevolgd door zijn kleinzoon Hendrik I onder regentschap van diens moeder Anna van Nassau-Dillenburg
- Étampes: Jan van Foix als opvolger van Frans II van Bretagne
- Generalitat de Catalunya: Miquel Delgado opgevolgd door Pere Joan Llobera
- Georgië: Bagrat VI opgevolgd door Alexander II, op zijn beurt opgevolgd door Constantijn II
- Lan Xang: Sao Tia Kaphat opgevolgd door zijn zoon Souvanna Banlang
- Majapahit: Brawijaya V opgevolgd door Brawijaya VI
- Mantua: Lodewijk III Gonzaga opgevolgd door zijn zoon Federico I Gonzaga
- Pommeren-Barth: Wartislaw X opgevolgd door zijn neef Boislaw X, die daarmee het hertogdom Pommeren herenigt
- bisdom Straatsburg: Ruprecht van Palts-Simmern opgevolgd door Albert van Palts-Mosbach
- Vendôme: Jan VIII opgevolgd door zijn zoon Frans onder regentschap van diens oom Lodewijk van Joyeuse
- Venetië (18 mei): Andrea Vendramin opgevolgd door Giovanni Mocenigo
- Noordelijke Yuan: Manduul Khan opgevolgd door Dayan Khan

## Afbeeldingen

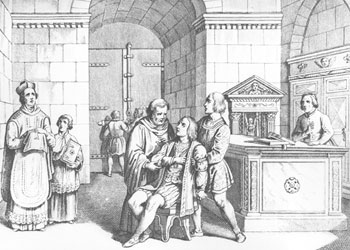
Pazzi-samenzwering
Ak Koyunlu in zijn grootste omvang bij de dood van Oezoen Hasan
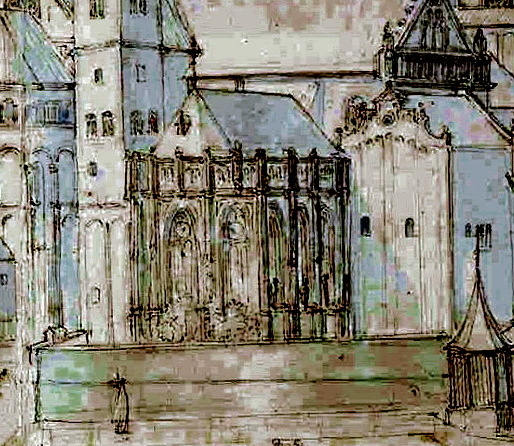
De Koningskapel in Maastricht
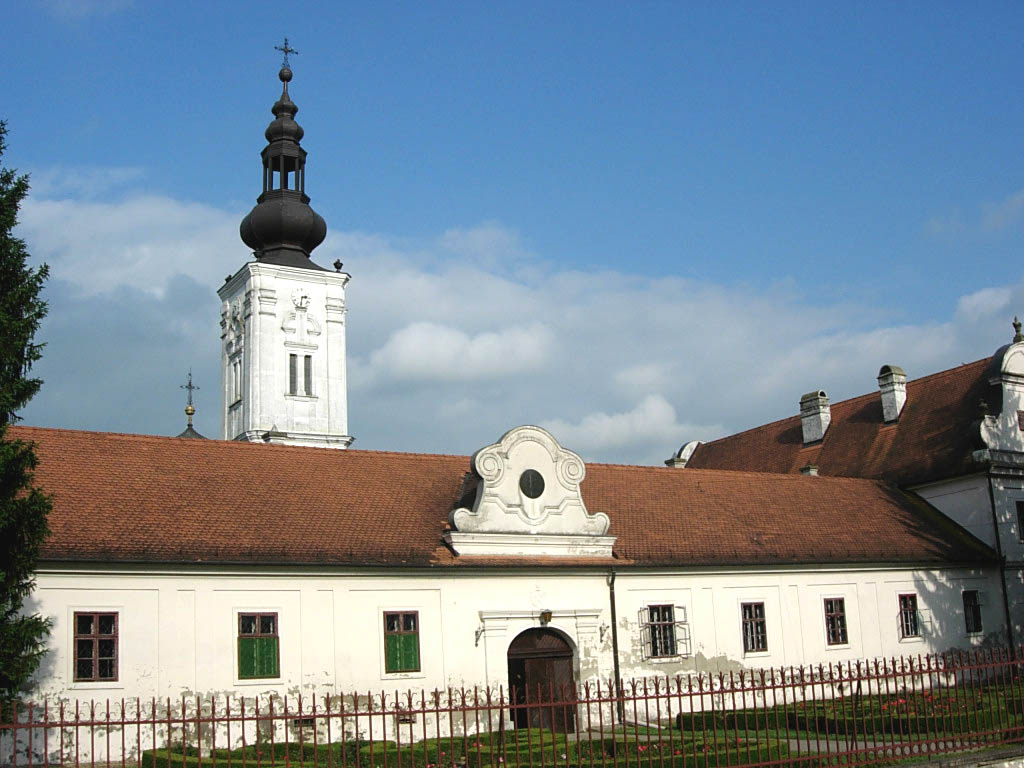
Klooster Bodani, Vojvodina (gesticht 1478)

## Geboren
- 9 januari - Konrad Pellikan, Duits filoloog en humanist
- 20 januari - Dirk van Bronckhorst-Batenburg, Nederlands edelman
- 3 februari - Edward Stafford, Engels edelman
- 7 februari - Thomas More, Engels filosoof en staatsman
- 16 maart - Francisco Pizarro, Spaans conquistador
- 3 mei - Amaro Pargo, Spaans piraat
- 26 mei - Clemens VII, paus (1523-1534)
- 22 juni - Filips de Schone, vorst van de Bourgondische Nederlanden (1482-1506), echtgenoot van Johanna van Castilië
- 28 juni - Johan van Aragon, Spaans prins
- 2 juli - Ledewijk V, keurvorst van de Palts
- 6 december - Baldassare Castiglione, Italiaans schrijver
- Lucas Vásquez de Ayllón, Spaans conquistador
- Elisabeth van Beieren, Duits edelvrouw
- Anastasia van Brandenburg, Duits edelvrouw
- Erik van Brunswijk-Grubenhagen, Duits bisschop
- Jamyang Chödrag, Tibetaans geestelijk leider
- Frans II van Longueville, Frans edelman
- Joanna van Napels, Napolitaans prinses, echtgenote van Ferdinand II van Napels
- Pänchen Sönam Dragpa, Tibetaans historicus
- Barbara van Polen, Pools prinses, echtgenote van George van Saksen
- Anthonis Goessens van Aken, Nederlands schilder (jaartal bij benadering)
- Giorgione, Venetiaans schilder (jaartal bij benadering)
- Jan Gossaert, Zuid-Nederlands schilder (jaartal bij benadering)
- Edmund Howard, Engels edelman (jaartal bij benadering)
- Stanisław Stwosz, Pools beeldhouwer (jaartal bij benadering)

## Overleden
- 6 januari - Jan VIII van Bourbon-Vendôme (~49), Frans edelman
- 6 januari - Oezoen Hasan (~54), sultan van Ak Koyunlu (1453-1478)
- 18 februari - George van Clarence (28), Engels prins
- 19 maart - Frederik II van Brunswijk-Lüneburg (~59), Duits edelman
- 1 april - Ferdinand I van Bragança (~74), Portugees edelman
- 26 april - Giuliano di Piero de' Medici (25), Florentijns staatsman
- 3 mei - Antonio Maffei da Volterra (~27), Italiaans priester
- 5 mei - Andrea Vendramin (~84), doge van Venetië
- 12 juni - Lodewijk III Gonzaga (66), markgraaf van Mantua
- 12 juni - Goswin I Kettler zu Assen, Duits edelman
- 1 juli - Lodewijk III van Opper-Hessen (~18), Duits edelman
- 23 augustus - Johannes Pullois, Vlaams musicus
- 23 augustus - Yolande van Valois, Frans prinses, echtgenote van Amadeus IX van Savoye
- 17 oktober - Ruprecht van Palts-Simmern (~58), bisschop van Straatsburg
- 25 oktober - Katarina Kosača-Kotromanić (~53), koningin van Bosnië
- 12 december - Johannes Mentelin, Duits boekdrukker
- 17 december - Wartislaw X van Pommeren (~43), Duits edelman
- 20 december - Jan V van Venningen (~69), prins-bisschop van Bazel
- Anthonis van Aken (~58), Nederlands schilder
- Bagrat VI (~39), koning van Georgië (1463/1465-1478)
- Nicolaas Clopper jr. (~46), Zuid-Nederlands geschiedschrijver
- Manduul Khan (~40), khagan van Noordelijke Yuan (1475-1478)
- Gilles van Royen, Zuid-Nederlands geschiedschrijver
- Francesco Salviati, aartsbisschop van Pisa
- Hendrik van Schwalenberg, Duits edelman
- Hendrik Herp, Zuid-Nederlands mysticus (jaartal bij benadering)